# 武灵丛台
丛台或称武灵丛台，位于中国河北省邯郸市丛台区丛台公园内，为邯郸市的一个省级文物保护单位，类型为古建筑，公布时间为1982年7月23日。武灵丛台的历史年代为战国、明、清。
武灵丛台相传建于战国赵国武灵王时期（公元前325至前299年）。赵武灵王建筑丛台的目的，是为了观看歌舞和军事操演。史载，丛台有天桥、雪洞、妆阁、花苑诸景，结构奇特，装饰美妙，在当时扬名于列国。但在2000多年的漫长岁月中，丛台经历了无数次的天灾人祸的破坏，多次改修重建，现存之丛台，是清同治年间（公元1862－1874年）修建的，以后又进行过重修。 
“丛台”名称的来历，是因为当时许多台子连接垒列而成，“连聚非一，故名丛台”。相传建于春秋战国赵武灵王时代，故又名“武灵丛台”。现已以此为中心建成丛台公园。唐代大诗人李白、杜甫、白居易等曾多次登台观赏赋诗。
叢台亦是清代惜陰堂主人所編的小說二度梅(忠孝节义二度梅全传)的故事發生地點，常寫作重台。